# Кони, Анатолий Фёдорович
Анато́лий Фёдорович Ко́ни (28 января (9 февраля) 1844, Санкт-Петербург — 17 сентября 1927, Ленинград) — русский юрист, судья, государственный и общественный деятель, литератор, судебный оратор, действительный тайный советник.
Член Государственного совета Российской империи (1907—1917). Почётный академик Санкт-Петербургской академии наук по разряду изящной словесности (1900), доктор уголовного права Харьковского университета (1890), профессор Петроградского университета (1918—1922).
Автор произведений «На жизненном пути», «Судебные речи», «Отцы и дети судебной реформы», биографического очерка «Федор Петрович Гааз», многочисленных воспоминаний о коллегах и деятелях российской культуры.
В 1878 году суд присяжных под председательством А. Ф. Кони вынес оправдательный приговор по делу Веры Засулич. Руководил расследованием многих уголовных дел (например, о крушении императорского поезда, о гибели летом 1894 года парохода «Владимир»).
В 1902 году А. Ф. Кони был номинирован на Нобелевскую премию по литературе.

## Биография

### Детство
Анатолий Фёдорович Кони родился 28 января (9 февраля) 1844 года в Санкт-Петербурге в семье театрального деятеля и писателя Фёдора Алексеевича Кони и писательницы и актрисы Ирины Семёновны Кони.
Отец Анатолия был сыном московского купца, получил образование сначала в Воспитательном учебном заведении благородного юношества Леопольда Чермака, а затем на медицинском факультете Московского университета, параллельно он посещал лекции на словесном факультете. Фёдор Алексеевич был известным писателем, водевилистом и театральным деятелем, практической медициной никогда не занимался, но следил за развитием медицинской науки. В 1840 году он основал журнал «Пантеон», который в 1842 году слился с «Репертуаром» и стал «Репертуаром русского и Пантеоном всех европейских театров».
Ирина Семёновна была дочерью помещика Полтавской губернии, урождённая Юрьева (на сцене выступала под фамилией Сандунова — по первому мужу), в 1837 году под влиянием родственника А. Ф. Вельтмана издала сборник рассказов, в который вошли рассказы «О простых случаях жизни» и «Повести девицы Юрьевой». Впоследствии более 15 лет выступала на сцене, исполняя преимущественно комические роли, также сотрудничала с «Литературной газетой» и рядом других изданий.
У супругов Кони было два сына: старший Евгений и Анатолий; когда их отец умирал, он сказал, что Анатолий — честный, а Евгений — добрый. Крёстным отцом Анатолия был друг отца И. И. Лажечников, писатель, первый русский исторический романист, лично знавший А. С. Пушкина.
В доме Кони часто собирались литераторы и актёры, обсуждались политические новости, театральные премьеры и литературные дебюты. Частыми гостями были Николай Васильевич Гербель, актёры Мария Михайловна Читау, Дарья Михайловна Леонова, драматург Оттон Иванович Дютш, адмирал Пётр Иванович Рикорд, Леопольд Васильевич Брант и многие другие.
Однако семья Кони редко была вместе, отцу приходилось выезжать по делам в Москву и, кроме того, в 1846 году Фёдор Алексеевич отправился за границу на пять месяцев для излечения от болезни, а маленький Анатолий тяжело переносил разлуки с ним. Впоследствии Анатолий Фёдорович отношения между родителями определил как «семейная разруха»: обстановка в семье Кони, где мир и спокойствие были редкими гостями, действовала на детей угнетающе. Первой няней Анатолия была донская казачка Василиса Ивановна Нагайцева, которая служила в семье Кони до 1851 года, до достижения Анатолием возраста 7 лет. Также в семье Кони жил лакей Фока, о котором Анатолий Фёдорович вспоминал:
«Жил у нас лакей Фока. Человек огромного роста. Он меня любил чрезвычайно и в свободные минуты объяснял мне по-своему законы физики и механики, стараясь подтвердить свои слова опытами, всегда, впрочем, неудачными. Не могу припомнить, по какому случаю мне показалось, что он меня обидел, и я, в пылу гнева, назвал его дураком. Это услышал отец из своего кабинета и, выйдя, больно наказал меня и, позвав затем Фоку, приказал мне стать перед ним на колени и просить прощения. Когда я это исполнил, Фока не выдержал, тоже упал передо мною на колени, мы оба обнялись и оба зарыдали на весь дом».

### Образование
Начальное образование Анатолиус (как он впоследствии называл сам себя) получил в доме родителей, где наукам обучали домашние учителя. Фёдор Алексеевич увлекался идеями немецкого философа И. Канта и в воспитании детей следовал следующему его правилу: «человек должен пройти четыре ступени воспитания — обрести дисциплину; получить навыки труда; научиться вести себя; стать морально устойчивым». Главной целью воспитания в семье Кони было научить детей думать.
С 1855 год Анатолий Кони учился в Училище Святой Анны (Анненшуле) — популярной в те годы немецкой школе при церкви Св. Анны. Учился он хорошо, большинство оценок были «хорошо», «очень хорошо», «довольно хорошо». Из письма Толи отцу: «экзамен … из немецкой грамматики; причём случилось великое посрамление, из 36 чел нашего класса, только двое выдержали экзамен и то русские, 1 — сын твой возлюбленный …».
В 1858 году Анатолий Кони поступил в четвёртый класс Второй Санкт-петербургской гимназии, к этому времени он в совершенстве овладел французским и немецким языками и занимался переводами литературных произведений. Но на первом году занятий в гимназии особыми успехами не отличался (три оценки — «удовлетворительно», шесть — «хорошо», одна — «отлично»), сказалась новая система обучения, новые учителя, сложный возраст. С октября 1858 года оценки улучшаются, а с 1859 года он получает только «отлично». По решению Совета гимназии Анатолию Кони были вручены «для предъявления родителям» 7 похвальных свидетельств — «Грамот первого достоинства». Анатолий, будучи гимназистом, посещал лекции знаменитых профессоров Санкт-Петербургского университета, в том числе известного историка Н. И. Костомарова.
В гимназиях тогда было семь классов; для получения аттестата, дававшего право поступления в университет, следовало пройти полный курс обучения. Но в 1857 году разрешили тем, кто не прошёл полный курс обучения, сдавать экзамен в качестве лиц, получивших домашнее образование. Анатолий Кони и четверо его товарищей (Кобылкин, Лукин, Сигель и Штюрмер) решили из шестого класса гимназии сдать экзамены и поступить в университет.
В мае 1861 года Анатолий сдал экзамены для поступления в Санкт-Петербургский университет по математическому отделению, а на экзамене по тригонометрии академик О. И. Сомов предложил ему несколько вопросов вне программы, на которые он блестяще ответил. Выслушав его, Осип Иванович Сомов пришёл в восторг и, сказав «Нет, Вас надо показать ректору», подошёл к А. Кони сзади, крепко обхватил руками за локти и, подняв в воздух, воскликнул: «Я вас снесу к нему!».
В декабре 1861 года Санкт-Петербургский университет был закрыт из-за студенческих беспорядков на неопределённый срок. Летом 1862 года было объявлено, что университет не будет открыт и в последующие учебные годы. В связи с этим Анатолий принял решение переехать в Москву, где поступил на 2-й курс юридического факультета Московского университета. В студенческие годы Анатолий не только добросовестно относился к учёбе и показал высокие результаты успеваемости: за все четыре курса обучения у Кони Анатолия из 69 оценок была только одна четвёрка — по истории римского права, остальные — пятёрки, но и занимался репетиторством, давал уроки, делал переводы, что дало ему материальную независимость от родителей.
В 1865 году юридический факультет Московского университета закончили 89 человек, на экзаменах удостоены степени кандидата 33, из них «подали удовлетворительные кандидатские рассуждения 24», и в их числе был Анатолий Фёдорович Кони.
К марту 1865 года он закончил работу над диссертацией «О праве необходимой обороны», которую в начале мая ректор передал в Совет Императорского Московского университета с одобрительной отметкой на полях «Весьма почтенный труд». По решению Совета университета диссертация была опубликована в «Московских университетских известиях» за 1866 год. Однако публикация диссертации привлекла внимание цензуры, так как в диссертации рассматривались условия применения права необходимой обороны против лиц, облечённых властью. Было возбуждено «дело Кони», возникла угроза привлечения к уголовной ответственности, но в связи с малым тиражом издания (50 экземпляров) судебное преследование не было начато, а автору было объявлено замечание министра народного просвещения.
При сдаче экзаменов в мае 1865 года ректор университета С. И. Баршев, принимавший экзамен по уголовному праву, предложил Кони остаться при университете преподавателем по кафедре уголовного права, но тот отказался, поскольку решил, что ему необходима более серьёзная подготовка и что он не сможет с осени 1865 года (как настаивал ректор) приступить к чтению лекций. Однако Баршев, не желая терять способного специалиста, пообещал включить А. Ф. Кони в список рекомендуемых для посылки на учёбу за границу, в Лейпциг, к Н. И. Пирогову; министерство рекомендацию приняло, и поездка была назначена на осень 1866 года. Однако реакция на покушение на императора Александра II 4 апреля 1866 года перечеркнула эти планы: был уволен министр народного просвещения А. В. Головнин, из Лейпцига отозвали Н. И. Пирогова, и посылка за границу молодых людей была приостановлена.

### Начало юридической карьеры
30 сентября 1865 года А. Ф. Кони поступил на временную службу счётным чиновником в государственный контроль. В тот же день (согласно послужному списку) по рекомендации университета на запрос военного министра Д. А. Милютина перешёл на работу по юридической части в Военное министерство, в распоряжение дежурного генерала, будущего начальника главного штаба графа Ф. Л. Гейдена.
После судебной реформы Кони по собственному желанию (так как «меня тянуло в них неудержимо») перешёл 18 апреля 1866 года в Санкт-Петербургскую судебную палату на должность помощника секретаря по уголовному департаменту с зарплатой почти вдвое меньшей, чем в Главном штабе; 23 декабря того же года А. Ф. Кони с повышением перевели в Москву — секретарём при прокуроре Московской судебной палаты Д. А. Ровинском.
В августе 1867 года его назначили товарищем прокурора Сумского окружного суда; но, до отправления на новое место службы, 7 ноября 1867 года последовало новое назначение — товарищем прокурора Харьковского окружного суда.
Как бы хороши ни были правила деятельности, они могут потерять свою силу и значение в неопытных, грубых или недобросовестных руках.
Судебная реформа  в первые годы своего осуществления требовала от судебных деятелей большого напряжения сил. Любовь к новому, благородному делу, явившемуся на смену застарелого неправосудия и бесправия, — у многих из этих деятелей превышала их физические силы, по временам, некоторые из них «надрывались». Надорвался в 1868 году и я. Появилась чрезвычайная слабость, упадок сил, малокровие и, после более или менее продолжительного напряжения голоса, частые горловые кровотечения.
Весной 1869 года А. Ф. Кони тяжело заболел и по настоянию врачей уехал за границу на лечение. В Карлсбаде он общался с министром юстиции К. И. Паленом, с которым он уже встречался по службе, когда министр юстиции в 1868 году приезжал в Харьков. В Карлсбаде между ними были частые разговоры, в ходе которых у Палена сложилось благоприятное впечатление о Кони, и он обещал ему перевод в Санкт-Петербург.
К. И. Пален своё обещание сдержал, и 18 января 1870 года Анатолия Фёдоровича Кони назначили товарищем прокурора Санкт-Петербургского окружного суда. Впоследствии 26 июня 1870 года А. Ф. Кони назначили Самарским губернским прокурором, а 16 июля 1870 года — прокурором Казанского окружного суда, с целью создания новых судебных учреждений, предусмотренных судебной реформой. В Санкт-Петербург Кони возвратился после назначения 20 мая 1871 года прокурором Санкт-Петербургского окружного суда.

### В зените юридической карьеры
На должности прокурора Санкт-Петербургского окружного суда Кони работал более четырёх лет, в течение которых руководил расследованием сложных, запутанных дел, выступал обвинителем по наиболее крупным делам. Заместителем (товарищем) нового прокурора с 1871 по 1875 годы состоял будущий председатель департамента Варшавской судебной палаты А. А. Марков.
Анатолий Фёдорович на должности прокурора стал известным широкой общественности, его обвинительные речи печатались в газетах.
С 17 июля 1875 года он был назначен вице-директором департамента министерства юстиции — так как К. И. Палену была нужна «судебная совесть». Во время продолжительного отпуска или болезни В. С. Адамова Пален назначал А. Ф. Кони исполняющим должность директора департамента, и все были уверены, что он вскоре займёт эту должность. Однако Пален дал понять ему, «что он, несмотря на несомненное на то право, назначен директором не будет…».
24 декабря 1877 года А. Ф. Кони назначили председателем Санкт-Петербургского окружного суда и 24 января 1878 года, после завершения дел по министерству, он вступил в новую должность.
Одновременно с основной работой А. Ф. Кони с 1876 по 1883 год был членом Высочайше учреждённой комиссии под председательством графа Э. Т. Баранова для исследования железнодорожного дела в России, в которой участвовал при составлении общего устава Российских железных дорог. В 1875 году Кони был назначен членом совета управления учреждений великой княжны Елены Павловны, а в 1876 году стал одним из учредителей Санкт-Петербургского юридического общества при университете, в котором неоднократно исполнял обязанности члена редакционного комитета уголовного отдела и совета. В 1877 году он был избран в столичные почётные мировые судьи, а в 1878 году — в почётные судьи Санкт-Петербургского и Петергофского уездов.

#### Дело Веры Засулич
24 января 1878 года В. И. Засулич пыталась убить выстрелами из пистолета петербургского градоначальника Ф. Ф. Трепова. Это преступление получило широкую огласку, общество с сочувствием отнеслось к поступку террористки. Следствие по делу велось в быстром темпе, с исключением всякого политического мотива, и к концу февраля было окончено. Вскоре А. Ф. Кони получил распоряжение министра юстиции К. И. Палена назначить дело к рассмотрению на 31 марта. Граф Пален и Александр II требовали от Кони гарантий, что Засулич будет признана присяжными виновной, Анатолий Фёдорович таких гарантий не дал. Тогда министр юстиции предложил Кони сделать в ходе процесса какое-либо нарушение законодательства, чтобы была возможность отменить решение в кассационном порядке.
Анатолий Фёдорович ответил:
Я председательствую всего третий раз в жизни, ошибки возможны и, вероятно, будут, но делать их сознательно я не стану, считая это совершенно несогласным с достоинством судьи!
Перед присяжными заседателями Кони с согласия сторон поставил следующие вопросы: первый вопрос о том, «виновна ли Засулич в том, что решившись отомстить градоначальнику Трепову за наказание Боголюбова и приобретя с этой целью револьвер, нанесла 24 января с обдуманным заранее намерением генерал-адъютанту Трепову рану в полости таза пулею большого калибра; второй вопрос о том, что если Засулич совершила это деяние, то имела ли она заранее обдуманное намерение лишить жизни градоначальника Трепова; и третий вопрос о том, что если Засулич имела целью лишить жизни градоначальника Трепова, то сделала ли она все, что от неё зависело, для достижения этой цели, причём смерть не последовала от обстоятельств, от Засулич не зависевших». Вердикт присяжных заседателей Засулич был: «Нет, не виновна». А. Ф. Кони предложили признать свои ошибки и уйти добровольно в отставку, но он отказался, заявив, что на нём должен решиться вопрос о несменяемости судей.
«Если судьи России узнают, — сказал он, — …что председателя первого суда в России, человека, имеющего судебное имя, занимающего кафедру, которого ждёт несомненный и быстрый успех в адвокатуре и для которого служба — далеко не исключительное и неизбежное средство существования, — достаточно было попугать несправедливым неудовольствием высших сфер, чтобы он тотчас, добровольно, с готовностью и угодливой поспешностью отказался от лучшего своего права, приобретённого годами труда и забот, — отказался от несменяемости, то что же можно сделать с нами».
А. Ф. Кони оказался в опале, его начали преследовать, постоянно ставился вопрос о его переводе на другую должность, его подчинённых лишали премий и наград, его самого отстраняли от участия в ответственных комиссиях. Даже через много лет, в 1894 году, когда решался вопрос о возможном назначении Кони на кафедру уголовного судопроизводства Военно-юридической академии, вспомнили о деле Засулич.
В 1881 году во время отдыха за границей А. Ф. Кони получил телеграмму от Д. Н. Набокова с предложением поста председателя департамента Петербургской судебной палаты. Однако только по возвращении в Санкт-Петербург А. Ф. Кони узнал, что министр «слукавил» — предложил пост председателя департамента по гражданским делам, а не по уголовным (Кони был специалистом в области уголовного права), так как в сфере гражданского права Анатолий Фёдорович был менее опасен для власти. Д. Н. Набокову стоило большого труда убедить А. Ф. Кони согласиться на новый пост, и 21 октября 1881 года его назначили председателем гражданского департамента Санкт-Петербургской судебной палаты. Вместе с Кони перешёл из Польши и его прежний помощник А. А. Марков, в 1881—1885 годах служивший товарищем прокурора Санкт-Петербургской судебной палаты.

#### Обер-прокурор и сенатор
30 января 1885 года Кони был назначен обер-прокурором уголовного кассационного департамента Правительствующего сената (в то время — высшая прокурорская должность). Александр III согласился назначить Кони на эту должность, когда Д. Н. Набоков объяснил, что «обер-прокурор при первой же неловкости или недобросовестности может быть удалён со своего места», а председатель гражданского департамента судебной палаты, будучи судьёй, несменяем.
На должности обер-прокурора А. Ф. Кони дал более шестисот заключений по самым разнообразным делам. А. Ф. Кони руководил следствием по делу о крушении поезда императора Александра III в Борках 17 октября 1888 года. 20 октября Кони прибыл на место катастрофы спецпоездом, а чуть более чем через месяц докладывал в Гатчине Александру III о результатах следствия.
6 июня 1887 года в Ясной Поляне А. Ф. Кони познакомился со Львом Николаевичем Толстым; в дальнейшем они неоднократно встречались в Москве, в Ясной Поляне, один раз — в Санкт-Петербурге и вели переписку. На основе воспоминаний Кони по одному из дел Лев Толстой в течение 11 лет работал над «Коневской повестью», которая впоследствии стала романом «Воскресение», а А. Ф. Кони на основе воспоминаний написал произведение «Лев Николаевич Толстой».
В 1890 году А. Ф. Кони Харьковским университетом по совокупности работ (лат. honoris causa) был возведён в степень доктора уголовного права.
5 июня 1891 года А. Ф. Кони по личной просьбе был освобождён от обязанности обер-прокурора уголовно-кассационного департамента Сената и назначен сенатором с повелением присутствовать в уголовно-кассационном департаменте Сената. В консервативных кругах новое назначение было встречено с негодованием, по поводу назначения В. П. Буренин написал в «Новом времени» злую эпиграмму:

В Сенат коня Калигула привёл,

Стоит он убранный и в бархате, и в злате.

Но я скажу: у нас — такой же произвол:

В газетах я прочел, что Кони есть в Сенате.

На что А. Ф. Кони ответил своей эпиграммой:

Я не люблю таких ироний,

Как люди непомерно злы!

Ведь то прогресс, что нынче Кони,

Где раньше были лишь ослы…

Новая должность тяготила Кони, так как ему вместо решения широких общих этико-юридических проблем пришлось заниматься рассмотрением массы мелких дел из практики мировых судов, а по серьёзным вопросам он столкнулся с недовольством и оппозицией других сенаторов. Назначенный вместо Кони Н. В. Муравьев также был недоволен своей должностью и через год, когда Муравьёв был назначен государственным секретарём, снова встал вопрос о замещении должности обер-прокурора. И вновь Анатолию Фёдоровичу было предложено занять этот пост, он согласился при непременном условии, что он будет изолирован от дел по политическим преступлениям.
21 октября 1892 года Кони вновь был назначен обер-прокурором уголовного кассационного департамента Правительствующего сената с оставлением в звании сенатора. Он снова участвовал в громких делах: руководил расследованием по делу о гибели парохода «Владимир» летом 1894 года у Одессы, дал заключение по «делу о мултанском жертвоприношении».
В 1892 году избран почётным членом Московского университета, а в 1896 году — почётным членом Академии наук.
По личной просьбе 30 декабря 1896 года А. Ф. Кони окончательно был уволен от исполнения обязанностей обер-прокурора уголовно-кассационного департамента Правительствующего Сената и оставлен сенатором.
8 января 1900 года Кони избран почётным академиком Академии наук по разряду изящной словесности.
5 июля 1900 года А. Ф. Кони полностью оставил судебную деятельность и указом императора Николая II был переведён в общее собрание Первого департамента Сената в качестве присутствующего сенатора. На этой должности Кони проводит сенаторские ревизии, даёт заключения на проекты сенатских определений о толковании законов, участвует в работе комиссий. Одновременно с этим Кони вёл активную подготовку изданий своих произведений, выступал с публичными лекциями.
В сентябре 1900 года Кони при крушении поезда на Сестрорецкой дороге получил травму, результатом которой стала трёхмесячная болезнь и хромота — с тех пор он стал ходить только с тростью.
Летом 1906 года П. А. Столыпин предложил А. Ф. Кони войти в состав правительства и занять пост министра юстиции. Три дня его уговаривали занять предлагаемый пост, Столыпин готов был принять любые его условия, но Кони категорически отказался, ссылаясь на нездоровье.

### Член Государственного совета
1 января 1907 года А. Ф. Кони был назначен членом Государственного совета с оставлением в звании сенатора. В составе Государственного совета он не примыкал ни к одной из групп, но на заседаниях занимал крайне левую позицию. На новой должности Кони поддерживал проект закона об условном досрочном освобождении, проект закона об уравнении наследственных прав женщин, проект закона «О допущении лиц женского пола в число присяжных и частных поверенных». В годы Первой мировой войны А. Ф. Кони возглавлял ряд комитетов Государственного совета о жертвах войны, принимал активное участие в работе комиссий о денежных средствах, об организации помощи беженцам и других.
30 мая 1917 года указом Временного правительства Кони был назначен первоприсутствующим (председателем) в общем собрании кассационных департаментов Сената.

### Советский период
В связи с упразднением Государственного совета Российской империи Решением СНК РСФСР Анатолий Фёдорович Кони 25 декабря 1917 года был уволен с должности члена Государственного совета.
Декретом о суде была ликвидирована существовавшая судебная система, а вместе с ним и Сенат — судебная система, которой Анатолий Фёдорович посвятил всю свою жизнь, прекратила существование. Чтобы выжить в первые годы революции, А. Ф. Кони обменивал на хлеб книги своей обширной библиотеки, собранной за 52 года службы.
С приходом советской власти в ноябре 1917 года А. Ф. Кони попросил встречи с А. В. Луначарским, бывшим в то время народным комиссаром просвещения РСФСР, чтобы выяснить своё отношение к новой власти и предложить свои услуги: «…как отнесётся правительство, если я по выздоровлении кое-где буду выступать, в особенности с моими воспоминаниями».
10 января 1918 года А. Ф. Кони избрали профессором по кафедре уголовного судопроизводства Петроградского университета, а в конце 1918 года пригласили читать лекции в Петроградский университет. 19 апреля 1919 года А. Ф. Кони зачислили на усиленный продовольственный паёк: хлеб, выдаваемый раз в неделю.
Количество лекций, которые читал А. Ф. Кони, было велико. Помимо уголовного судопроизводства в Петроградском университете он читал ещё в Институте живого слова лекции по теории и истории ораторского искусства и специально разработанный для слушателей этого института цикл лекций по этике общежития, обратив в них внимание на практическое разрешение этических вопросов, возникающих в разных сферах общественной жизни — судебной, врачебной, экономической, политической и других. Лекции по этике были повторены затем в Железнодорожном университете и в Институте кооператоров. А. Ф. Кони читал и курс лекций в музее города по литературной проблематике, а также благотворительные лекции (например, о Ф. М. Достоевском).
23 октября 1919 года в квартиру А. Ф. Кони пришли с ордером на обыск: часть имущества была изъята, а А. Ф. Кони задержан и доставлен в Петроградскую ЧК. Однако на следующий день Кони был освобождён, перед ним извинились, но изъятое имущество не удалось вернуть, несмотря на продолжительную переписку между учреждениями.
Был судьёй чести в Петроградском отделении Всероссийского союза писателей.
Помимо чтения лекций, Кони помогал новой судебной власти: к нему домой приходили председатель губернского суда Фёдор Нахимсон (брат С. Нахимсона) и представитель Наркомюста, которые договорились о консультациях Кони по особо сложным делам и чтении лекций юристам. А. Ф. Кони написал также комментарий к Уголовному кодексу РСФСР 1922 года.
С 31 октября 1923 года А. Ф. Кони читал лекции продолжительностью от двух до шести часов шесть дней в неделю в Приёмном отделе Мурманской железной дороги (Лиговская ул., 44).
В 1924 году торжественно отмечалось 80-летие Анатолия Фёдоровича Кони, Государственными курсами техники речи в его честь был организован концерт, где его чествовали учащиеся и рабочие, ему посвящали стихи Щепкина-Куперник и ученики Пятой школы (бывшей Ольденбургской гимназии). На концерте было сказано, «что в 1918 году Кони не отсиживался дома, а пришёл строить Институт живого слова — это „дитя революции“». С 1 июля 1926 года А. Ф. Кони увеличили пенсию со ста до двухсот рублей.

### Смерть
Весной 1927 года Анатолий Фёдорович Кони читал лекцию в холодном нетопленом зале Дома учёных и заболел воспалением лёгких. В июле по рекомендации врачей он выехал в Детское Село.
17 сентября 1927 года в пять часов утра Анатолий Фёдорович Кони скончался.
19 сентября 1927 года состоялись похороны А. Ф. Кони, на которых собралось много людей: вся Надеждинская улица была наполнена желающими проститься с умершим. Обряд отпевания совершали «восемь священнослужителей высокого сана и два дьякона в белых облачениях». Народ, не вместившийся в церкви, заполнил Знаменскую улицу.
А. Ф. Кони был похоронен на Тихвинском кладбище Александро-Невской лавры; в 1930-х годах его прах был перенесён на Литераторские мостки Волковского кладбища.
За год до своей смерти Анатолий Фёдорович написал:
Я прожил жизнь так, что мне не за что краснеть…

### Исследования жизни и трудов
Жизни и трудам А. Ф. Кони посвящены сотни работ. Исследование его деятельности началось уже при его жизни.
Современники Кони не стремились проанализировать его работы и труды, они оценивали его профессиональную деятельность, черты характера. Почти все авторы писали о Кони в превосходных тонах (К. К. Арсеньев, Б. Глинский, Л. Е. Владимиров, Л. Д. Ляховецкий). Особенно большое количество публикаций вышло в 1913—1915 годах (А. Витмер, Н. В. Давыдов, П. Воронов, М. Гернет, В. Розенберг, М. П. Чубинский, А. А. Левенстим, И. А. Хмельницкий). В честь Кони писали стихи, поэмы, рисовали картины и пр.
После 1917 года восторженно-торжественные работы об Анатолии Федоровиче (Б. Харитон, В. И. Немирович-Данченко, А. А. Жижиленко, Н. Юрский, О. О. Грузенберг, Е. П. Ковалевский, И. Ковалевская, А. Амфитеатров, Н. Чебышев, П. И. Люблинский, С. М. Королицкий, Н. Н. Полянский и пр.) перемежались критическими публикациями (П. Б. Вальбе, З. Гиппиус, М. Ф. Теодорович и пр.).
Работы, выходившие в 1930—1980-х годах были излишне идеологизированы и присваивали Кони черты характера и мотивы, которые у него отсутствовали. Тем не менее в 1960-х годах вышел наиболее полный сборник трудов А. Ф. Кони. В 1980-х годах исследователи В. М. Смолярчук, С. Высоцкий, В. Н. Сашонко и Н. М. Ларин составили первые биографии А. Ф. Кони.
С 1999 года интерес к жизни Анатолия Федоровича резко вырос. Было защищено несколько диссертаций по его деятельности (С. А. Доманова, О. В. Демидов, З. В. Баишева, Т. В. Артемова, А. Н. Яшин, А. В. Шаповалов, Кордин Карла). Сложилось несколько направлений в исследовании трудов А. Ф. Кони: лингвистическое, историко-философское, юридическое. Проходят многочисленные конференции посвященные памяти Кони. В 2000—2010-х годах выходили многочисленные переиздания трудов Кони. Сотни исследователей трудятся по проблематике Кони.
С 2020 года группа исследователей Санкт-Петербургского института Всероссийского государственного университета юстиции приступила к изданию неизвестных трудов Анатолия Федоровича Кони. Предполагается выпуск восьми томов трудов А. Ф. Кони, ранее исследователям недоступные. Также началась публикация серия монографий по трудам, жизни и деятельности Анатолия Федоровича Кони.

## Семья и личная жизнь
«Квази-семейные» (по определению самого А. Ф. Кони) дела доставляли Анатолию Фёдоровичу немало хлопот: семья родителей в 1860-х годах окончательно распалась, гражданской женой отца стала ровесница Анатолия, Анастасия Васильевна Каирова, и у Кони появились единокровные сёстры: Ольга — в 1865 году и Людмила — в 1866 году.
25 января 1879 года «медленно и мучительно… от гнойного плеврита» умер отец Анатолия, Фёдор Алексеевич. Хлопоты по организации похорон, переговоры с кредиторами (у отца было долгу 9000 рублей серебром) и заботы о сёстрах Оле и Людмиле полностью легли на плечи Анатолия Фёдоровича (брат Анатолия, Евгений, находился в Варшаве, а А. В. Каирова — в Вене).
18 февраля 1879 года Евгений, уличённый в подлогах и растрате средств, вверенных ему по охранению наследства, бежал, но потом явился с повинной и по приговору суда был сослан в Тюмень. Его жена и мать уехали за ним, и основным средством их существования была помощь Анатолия Фёдоровича. Опала и семейные перипетии, по словам А. Ф. Кони чуть не отправили его в «путешествие, откуда ещё никто не возвращался». В начале 1890-х годов для А. Ф. Кони снова наступило время утрат — в 1891 году умерла его мать, Ирина Семёновна, а в 1892 году умер и Евгений.
Женат А. Ф. Кони никогда не был, «у меня нет личной жизни» — писал он в одном из писем. Первой любовью Анатолия была Надежда Морошкина, с которой он познакомился в Харькове. В переписке родственников уже обсуждалась возможная свадьба, но врачи предсказывали недолгую жизнь Кони и, по словам его самого, он не мог «быть ничьим мужем… при моем крайне расстроенном здоровье и ужасном состоянии нервов». В начале 1880-х годов А. Ф. Кони познакомился с Любовью Григорьевной Гогель, супругой Санкт-Петербургского прокурора, с которой на протяжении многих лет поддерживал дружбу и вёл переписку.
С Еленой Васильевной Пономарёвой, которая была моложе на 24 года, они познакомились предположительно в один из приездов Кони в Харьков. Сохранилась их переписка с 1892 года — несколько сотен писем. В середине 1924 года Пономарёва переехала в квартиру Кони и до самой смерти Кони, была его помощницей, секретарём и хозяйкой дома.

## Оратор
Особую известность Анатолий Фёдорович Кони получил как оратор — на судебных заседаниях по делам, рассматриваемым с его участием, были переполненные залы. Сборник «Судебные речи», вышедший первый раз в 1888 году, выдержал пять изданий и принёс автору широкую известность. С 1876 по 1883 год Кони читал лекции по уголовному судопроизводству в Императорском училище правоведения, а с 1901 года — по судебной этике в Александровском лицее. Его учеником был известный юрист и литературовед Пётр Пороховщиков. В советское время Кони читал лекции по уголовным процессам и судебной этике — в Петроградском университете, по прикладной этике — в Институте живого слова, по этике общежития — в Железнодорожном университете, о врачебной этике и экспертизе — в Клиническом институте, по теории и истории ораторского искусства — в Институте живого слова, по русской литературе и истории русского языка. Всего за 1917—1920 год Кони прочёл около тысячи публичных лекций, в начале 1920-х годов его приглашали во многие учреждения читать о Пушкине, о Толстом, о Пирогове, о Гаазе, о воспитании детей, о перевоспитании преступников, и слушали его с «жадным вниманием».

### Рецензии и почётные отзывы Академии наук
- М. Гюйо. Стихи философа. Перевод И. И. Тхоржевского. — Санкт-Петербург: Типография Императорской Академии наук, 1905. — 17 с.
- «Очерки и рассказы» М. П. Чехова. — Санкт-Петербург, 1908. — 5 с.
- Tristia. Из новейшей фр. лирики. Пер. И. И. Тхоржевского. 1906 г.: [Рец.] / [Почет. акад. А. Кони]. — [Санкт-Петербург]: тип. Имп. Акад. наук, 1908. — 5 с.

Литературные монографические труды А. Ф. Кони публиковались в:
- «Юридической Летописи» (1890, 1891),
- «Журнале Министерства Юстиции» (1866 и 1895),
- «Московских Юридических Известиях» (1867),
- «Журнале Уголовного и Гражданского Права» (1880),
- «Вестнике Европы» (1887, 1891 и 1893),
- «Историческом Вестнике» (1887),
- газете «Порядок» (1881),
- «Книжках Недели» («Новые мехи и новое вино», 1893, № 3)
- «Новом Времени» (1884, 1890, 1894),
- «Голосе» (1881).

Кроме вышеперечисленных изданий и судебных речей, А. Ф. Кони представил ряд рефератов, а именно:
- в Санкт-Петербургском юридическом обществе:
  - «О суде присяжных и об условиях его деятельности» (1880);
  - «О закрытии дверей судебных заседаний» (1882);
  - «Об условиях публичных заседаний»(1882);
  - «Об условиях невменения по проекту нового уложения» (1884);
  - «О задачах русского судебно-медицинского законодательства» (1890);
  - «О литературно-художественной экспертизе, как уголовном доказательстве» (1893);
  - «Юридические поминки и о новых течениях в уголовном процессе Италии и Германии» (1894).
- в Санкт-Петербургском сифилидологическом и дерматологическом обществе:
  - доклад «О врачебной тайне» (1893);
- на Пятом Пироговском медицинском съезде:
  - речь «О положении эксперта судебного врача на суде» (1893);
- в Русском литературном обществе:
  - доклады «О московском филантропе Гаазе» (1891);
  - «О литературной экспертизе» (1892);
  - «О князе В. Ф. Одоевском» (1893).
- в торжественных собраниях Санкт-Петербургского юридического общества А. Ф. Кони произнес речи:
  - «О Достоевском как криминалисте» (1881);
  - «О заслугах для судебной реформы С. Ф. Христиановича» (1885);
  - «Об умершем А. Д. Градовском» (1889);
  - «О докторе Гаазе» (1891);
  - «О внешней истории наших новых судебных установлений» (1892).
- в Московском психологическом обществе:
  - «Общие черты судебной этики» (1901).

## Награды
Государственные:
- Орден Святого Владимира II степени (1 января 1898 года);
- Орден Святого Владимира III степени (13 апреля 1886 года);
- Орден Святого Владимира IV степени (1 января 1874 года);
- Орден Святого Александра Невского (30 сентября 1915 года);
- Орден Белого орла (1 января 1906 года);
- Орден Святой Анны I степени (1 января 1895 года);
- Орден Святой Анны II степени;
- Орден Святого Станислава I степени (9 апреля 1889 года);
- Орден Святого Станислава II степени с императорской короной (8 ноября 1868 года);

Академии наук:
- Пушкинская Золотая медаль — за критический разбор сочинения Н. Д. Телешова «Повести и рассказы»  (13 ноября 1901 года);
- Золотая медаль — за рецензирование художественных произведений (октябрь 1905 года);
- Золотая медаль — за рецензирование художественных произведений М. П. Чехова «Очерки и рассказы» (15 октября 1907 года);
- Золотая медаль — за активное участие в работе комиссии по рассмотрению сочинений, представленных для участия в конкурсе (3 ноября 1911 года).

## Адреса в Санкт-Петербурге — Петрограде — Ленинграде
- 28 января 1844—1856 — доходный дом Лыткина, Набережная реки Фонтанки, 53;
- 1873—1875 — доходный дом Кононова, Фурштатская улица, 33;
- 1875—1877 — дом министерства юстиции, Малая Садовая улица, 1;
- 1877 — гостиница «Пале Ройяль», Новый проспект, 20;
- 1877—1885 — доходный дом, Фурштатская улица, 27, кв. 29;
- 1885—1887 — доходный дом, Стремянная улица, 6;
- 1887—1892 — доходный дом княгини Огинской, Караванная улица, 20, кв. 5;
- 1892—1895 — доходный дом, Воскресенский проспект, 17;
- 1895—1907 — доходный дом М. И. Лопатина, Невский проспект, 100;
- 1907—1908 — доходный дом, Фурштатская улица, 56;
- 1908—1909 — доходный дом М. А. Гавриловой, Набережная реки Фонтанки, 56;
- 1909 — 17 сентября 1927 — доходный дом, Надеждинская улица, 3, кв. 15.

## Память
- В Санкт-Петербурге на фасаде дома № 3 по ул. Маяковского в 1928 году установлена, а в 1984 году возобновлена из мрамора мемориальная доска со следующим текстом: «В этом доме жил и скончался 17-го сентября 1927 г. Анатолий Федорович Кони»[122]. В 2024 году у здания Российской национальной библиотеки на Московском проспекте установлен памятник Анатолию Кони[123]. 22 апреля 2025 года Топонимическая комиссия г.Санкт-Петербурга рекомендовала присвоить безымянному проезду от Московского проспекта до Варшавской улицы в Московском районе наименование улица Анатолия Кони [124]. 2 июля 2025 года губернатор Санкт-Петербурга Александр Беглов подписал постановление Правительства Санкт-Петербурга «О присвоении наименования безымянному проезду в Московском районе Санкт-Петербурга».
- 3 декабря 1998 года в сквере перед зданием социологического факультета Московского государственного университета был открыт памятник Анатолию Фёдоровичу Кони. Памятник создан на средства мецената, заслуженного юриста России А. Т. Цориевой. Архитектор — А. А. Великанов, скульптор — А. П. Семынин[125]. В 2024 году памятник перенесли к зданию юридического факультета.
- Приказом Министерства юстиции Российской Федерации № 75 от 25 февраля 2000 года учреждена Медаль Анатолия Кони — высшая ведомственная медаль Министерства юстиции Российской Федерации[126].

## Комментарии
1. ↑  По воспоминаниям самого А. Ф. Кони в 1861 году он поступил на математический факультет Санкт-Петербургского университета и только потом выбрал юридическую специальность, однако по сохранившимся документам он поступил в 1861 году на юридический факультет; биографами А. Ф. Кони данное разногласие не разрешено.
2. ↑  С 1861 по 1866 год Н. И. Пирогов был руководителем над молодыми учёными, отправленными за границу для подготовки к профессорским кафедрам.